# 28 cm Haubitze L/12
A 28 cm Haubitze L/12 német ostromtarack, melyet a Krupp tervezett az első világháború előtt, majd pedig az első és a második világháborúban is bevetettek a német erők. Feltételezhetően Szevasztopol ostrománál is alkalmazásra került.

## Tervezés és leírás
A telepítéséhez szükséges idő három-négy nap volt. A töltésben és könnyebb rakodásban segített egy lőszer daru. Szevasztopol ostrománál is bevetették a Dél Hadseregcsoport támadásakor. A kilőtt 350 kilogrammos lövedéket 10 400 méterre tudta eljuttatni.